# Canach
Canach (Luxemburgs: Kanech) is een plaats in de gemeente Lenningen en het kanton Remich in Luxemburg.
Canach telt 863 inwoners (2001).